# Té de menta

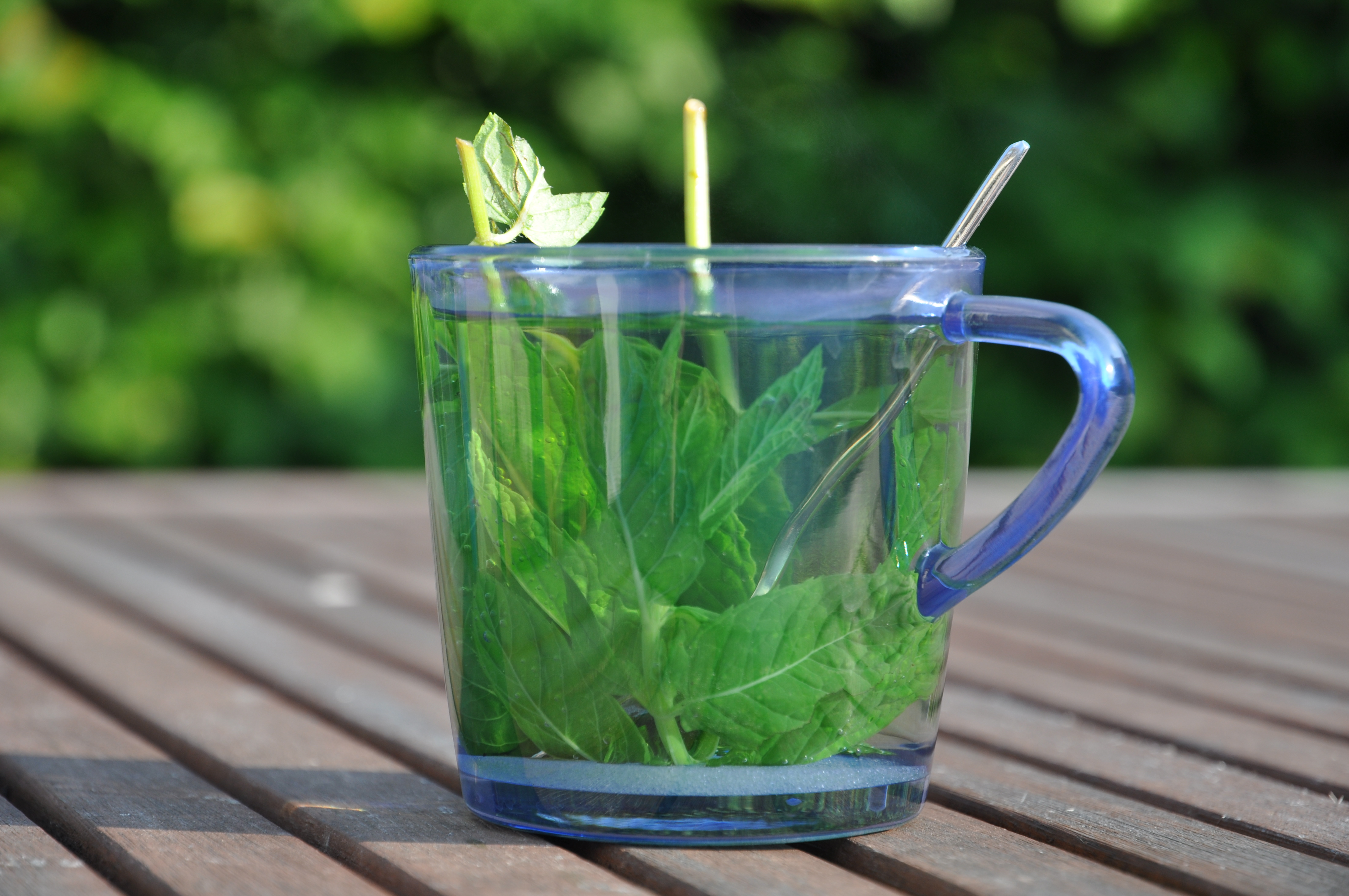
Té de menta.

El té de menta es una bebida compuesta por una mezcla de té y menta piperina (Mentha × piperita) o una tisana solo de menta.

## Beneficios y riesgos para la salud
Aunque no se han realizado estudios clínicos en humanos sobre los beneficios o riesgos para la salud del té de menta, algunos creen que es bueno para la salud por el mentol que contiene. Se dice que ayuda a aliviar problemas como el síndrome del intestino irritable, náuseas y vómitos, diarrea, dolor de cabeza y cólico infantil. Su sabor a menta puede ayudar a remediar el mal aliento. También se dice que controla el asma leve, el estrés y previene el resfriado común. En algunos países, el té de menta comercial enumera estos efectos en su etiquetado.
Sin embargo, el té de menta tiene propiedades relajantes y por ello puede relajar el esfínter esofágico inferior, permitiendo que el contenido del estómago suba al esófago. Por esta razón, quienes padecen reflujo gastroesofágico deben en principio evitar su consumo. Por otro lado, precisamente porque calma y relaja los músculos del tracto intestinal, reduciendo así los espasmos, la menta puede tener efectos beneficiosos en el tratamiento de los síntomas digestivos como la diarrea y el cólico.